# Napkelet (folyóirat, 1857–1862)
Napkelet : társéleti, irodalmi és művészeti képes hetilap 1857-1862 közt.

## Ismertetése
Szerkesztette Vahot Imre. 1861-ben szünetelt, helyette a Budapesti Képes Újság című politika hetilap jelent meg, ezt azonban betiltották, ekkor 1862-ben újra a Napkelet című lapot adta közre Vahot, de néhány hónap múltán ez a lap is megszűnt. A lap szépirodalmi rovatában Lisznyai Kálmán, Losonczy László (1812-1879), Szelestey László, Thaly Kálmán és számos Petőfi-epigon írásai szerepeltek. 1859-ben Bölöni Farkas Sándor életrajzát tette közzé a lap Kőváry László egy kisebb cikke nyomán.